# The Pernicious Enigma
The Pernicious Enigma (englisch Das verderbliche Rätsel) ist das zweite Album der britischen Funeral-Doom-Band Esoteric. Es wurde am 14. April 1997 als Doppel-CD-Album mit der Katalognummer ADCD 004 über Aesthetic Death Records veröffentlicht. Bei Kritikern gilt es als ein erster künstlerischer Höhepunkt der Band sowie als Meilenstein des Genres.
Beurteilungen als eine der bedeutendsten und besten Veröffentlichungen in der Entwicklung und Historie des Funeral bedingen die Wahrnehmung als essentielle Veröffentlichung im musikalischen Spektrum des Doom Metal.

## Geschichte
Im Anschluss an die Aufnahmen des Debütalbums Epistemological Despondency im Juni 1994 verließ der Schlagzeuger Darren Earl ersatzlos die Band. Ohne ihn, dafür unterstützt von einem Gast-Schlagzeuger, nahm die Band eine Tournee innerhalb von Großbritannien auf. Durch einen Fahrzeugbrand, bei dem große Teile des Equipments verbrannten, war Esoteric allerdings gezwungen, die Tour vorzeitig abzubrechen. Anstatt derer konzentrierten sich die Musiker auf die Produktion eines zweiten Studioalbums. Immer noch ohne Schlagzeuger als Teil der Band, unter Zuhilfenahme eines Drumcomputers und des engagierten Gastschlagzeugers Anthony Brewer nahm die Gruppe vom 9. bis zum 26. Juli 1996 The Pernicious Enigma auf. Die Entstehung der meisten auf The Pernicious Enigma präsentierten Stücke erstreckte sich über mehrere Jahre und begann nach der Aufnahme des Debüts. Einen Teil der Musik schrieb der Gitarrist Steve Peters, der 1994, nach den Aufnahmen zu Epistemological Despondency, Stuart Blenkinsop ersetzt hatte. Die Texte verfasste überwiegend Sänger Greg Chandler. Neben Chandler blieben der Keyboarder und Gitarrist Gordon Bicknell, der Bassist Bryan Beck und der Gitarrist Simon Phillips als konstante Mitglieder der Gruppe erhalten. Als Gitarren und Bass kamen Instrumente der Marken Aria, Fender Stratocaster und Ibanez zum Einsatz. Für die Gitarren nutzte die Band Verstärker der Marke Laney mit verschiedenen Effekt-Pedalen von BOSS und Jim Dunlop und Multi-Effektgeräte von DigiTech und Alesis. Der Bassist benutzte einen Peavey-Verstärker, BOSS-Pedale und ein Multi-Effektgerät. Für die als Grundfesten des Albums benannte Stimmverzerrung nutzte Chandler eine Reihe unterschiedlicher Effektgeräte, darunter Alesis QuadraVerb 2 sowie Geräte von Lexicon und Eventide Audio.
Wie zum Debüt fand die Aufnahme des Albums in den Rich Bitch Studios in Birmingham statt. Dabei wurde von Esoteric das Stück NOΞBC9701040 am 21. Juli 1996 im Studio improvisiert. Erstmals beteiligten sich die Musiker am technischen Procedere der Aufnahme, das verantwortlich der Tontechniker Steve Wilson übernahm. Durch ein größeres Budget, das der Gruppe von Aesthetic Death Records zur Verfügung gestellt wurde, konnte die Band mehr Studiozeit in Anspruch nehmen. Die Rhythmusgruppe aus Schlagzeug, drei Rhythmusgitarren und einem E-Bass wurde live im Studio mit einem Führungsgesang aufgenommen. Weitere Gitarrenspuren, Harmonien, Soli, Gesang, Synthesizer und Samples wurden im Mehrspurverfahren nachträglich aufgespielt. Nach der Abmischung durch die Band vom 9. bis zum 15. Oktober des Jahres wurden die Aufnahmen von Tom Kvålsvoll von der norwegischen Band Paradigma in den Strype Audio Studios in Oslo gemastert und im April 1997 über Aesthetic Death Records veröffentlicht.
Greg Chandler, der das Masterband der Aufnahmen behalten hatte, nahm Jahre nach der Erstveröffentlichung eine vollständige Überarbeitung des Ausgangsmaterials mit dem Ziel, „den Klang und die Balance der Instrumente gegenüber dem Original zu verbessern“ vor. Effekte, auf die Chandler in dem Prozess zurückgriff, waren insbesondere Schlagzeug-Effekte, die auf Lexicon PCM91 und Eventide Audio 4000 und Alesis Quadraverb 2 erstellt wurden. Dazu konnte er auf die gespeicherten Delay- und Reverb-Modulierungen der Originalaufnahmen zurückgreifen. Neu erstellen musste er den Donnerschlag-Effekt für A Worthless Dream. Die remasterte Version wurde am 20. April 2016 als 3LP-Album und am 24. August 2018 als Doppel-CD-Album über Aesthetic Death Records veröffentlicht.

## Albuminformationen
Das am 14. April 1997 erstmals veröffentlichte Album enthält neun separate Stücke, die auf zwei CDs oder drei LPs eine Gesamtspielzeit von 1:55:05 Stunden haben. The Pernicious Enigma trägt als vierte Veröffentlichung des Labels Aesthetic Death Records die Katalognummer ADCD 004. Als Erstveröffentlichung erschienen 3000 CDs. Am 20. April 2016 gab Aestethic Death das Album als dreifach LP in einer Auflage von 600 Exemplaren unter der Katalognummer ADLP 004 heraus. Die remasterte Variante erschien mit der Katalognummer ADCD 050 am 31. August 2018, die Höhe der Auflage ist nicht publik. Ebenso fehlen Angaben zur Höhe der Auflage Wiederveröffentlichung aus dem Jahr 2004 oder zum Verkauf seit die Band das Album erstmals über Bandcamp anbot.
Obwohl das Album anfänglich nur wenig Resonanz erhielt, wurde es nach der Veröffentlichung als Basis des Erfolgs der Band und ein besonders bedeutsames und hochwertiges Album im Genre beurteilt.

### Gestaltung
Gitarrist Simon Phillips gestaltete, wie zu den vorherigen Veröffentlichungen, das Cover-Artwork, das Logo und die Hauptelemente des grafischen Begleitmaterials für das Album. Es war seine letzte Beteiligung an Esoteric. Die Ausarbeitung wurde von ihm in Handarbeit mit Stiften, Farbe und Airbrush erstellt. Steve Peters erstellte die Grafiken für die inneren Teile des Booklets und bemühte sich um Layout und Design. Mit der Wiederveröffentlichung des Albums nutzte die Band alternativ zum Original den seit der Veröffentlichung des Albums  Subconscious Dissolution into the Continuum genutzten Schriftzug.

### Stil
Mit The Pernicious Enigma führte Esoteric den Stil ihres Debüts fort und kombinierte verlangsamten Death Doom, beziehungsweise Funeral Doom, mit einer psychedelischen Atmosphäre, eingestreuten Melodien, diversen Echo- und Reverb-Effekten und Synthesizer- und Keyboard-Klängen, die dem Space Rock nahegestellt werden. 
Das Album zeichnet sich durch geringes Tempo aus. Von Creation (Through Destruction) mit einem Metrum von 82 bpm bis zu Stygian Narcosis mit 143 bpm bleibt The Pernicious Enigma langsamer als die zum Ende der 1990er Jahre populären Black-Metal-Bands.
Mit ihrem eigenen Stil im Spektrum des Extreme Doom setzte sich Esoteric von den Interpreten des zur Zeit der Veröffentlichung populären Death Doom und Gothic Metal ab. „Insbesondere der Klang der melancholischen Lead-Gitarre“ sei jener von Anathemas Pentecost III ähnlich. Aber das „Esoteric-Chaos“ kehre nach kurzer Zeit, „mit einem Schwall aus Gesangs-, Bass- und Gitarreneffekten, extrem gequälten, verständlichen Death-Grunts sowie hysterischen Schreien und einer Gesamtatmosphäre, die allzu sehr an einen schlechten Trip“ erinnere, zurück, beschrieb Kostas Panagiotou den Aufbau des von Chandler geschriebenen Stücks Creation (Through Destruction) für Doom-Metal.com. Aleksey Evdokimov beschrieb die Stücke des Albums in seinem Doom Metal Lexicanum II weiter: Nach dem lange Zeit ätherisch, kosmisch und friedvoll wirkendem ersten Stück, das aus repetitiven Gitarrenakkorden und einem beinahe fröhlichen Keyboardspiel bestünde, dränge der zweite von Peters und Chandler gemeinsam geschriebene Titel Dominion of Slaves, die Hörer des Albums tiefer in ein Gefühl aus Verstörung und Angst. Diese Emotion gehe alsdann in der negativen Energie von Allegiance auf. Dies Stück wurde von Beck verfasst, derweil der Text von Beck und Chandler gemeinsam verfasst wurde. Es enthält zudem einen markanten Sprach-Sample auf den in unterschiedlichen Besprechungen verwiesen wurde.

„What life? I got no life! I’m in the dark here! You understand? I’m in the dark!“

Als Finale der ersten CD präsentierte Esoteric das im Studio frei improvisierte NOΞBC9701040, das von Evdokimov mit einem unter dem Einfluss von LSD entstandenem Jazz-Stück assoziiert wird. Die Stücke der zweiten CD wurden nach Evdokimov mit einer postmortalen Erfahrung intoniert. Sinistrous von Phillips und Chandler sterbe förmlich hinweg und gehe in das aggressive von Samples durchzogene und ebenfalls von dem Duo Chandeler-Phillips geschriebene Industrial-Metal-Stück At War with the Race über. Mit den folgenden Stücken A Worthless Dream von Chandler, Stygian Narcosis von Chandler und Phillips und Passing Through Matter von Peters und Chandler enthülle sich „Schicht um Schicht“ weiter die neue Qualität der Tiefe von Esoteric.
Die Tonart variiert zwischen den Stücken. Creation (Through Destruction), wurde in es-Moll geschrieben, Dominion of Slaves in Es-Dur, Allegiance in B-Dur, NOΞBC9701040 in b-Moll, Sinistrous in F-Dur, At War with the Race in C-Dur, A Worthless Dream in b-Moll, Stygian Narcosis in Fis-Dur und Passing Through Matter in c-Moll.
Die Texte gingen mit einem philosophischen und psychologischen Impetus „voller Symbolik“ der Frage nach „was das für ein Mensch [sei], der sich selbst als die Krone der Schöpfung sieht, ohne zu wissen, was nach ihm kommt [und s]ein gewonnenes Wissen als letztendliche Wahrheit definiert?“

## Rezeption
Trotz geringer Resonanz in der Zeit nach der Veröffentlichung gilt das Album als „legendär“ sowie als Basis des Erfolgs der Band. Cody Davis lobte in der für das Webzine Metal Injection verfassten genrespezifischen Kolumne Funeral Friday das Album als großen „Augenblick im Funeral- und Death-Doom, sowohl im wörtlichen als auch im übertragenen Sinn.“ Auch weitere Rezensenten hoben The Pernicious Enigma als einen „absolute[n] Klassiker der all das Lob, das er im Laufe der Jahre erhalten hat, verdient“ hervor. Die fortlaufende Anerkennung der Veröffentlichung verdeutlichte nachkommend eine gewachsene Popularität des Albums, auf die bereits Garry Sharpe-Young im Jahr 2003 in seinem A–Z of Doom, Goth & Stoner Metal verwiesen hatte. Nick Ruskell wählte in seiner für das Kerrang verfassten Doom-Metal-Genre-Historie The story of doom metal in 29 songs Esoteric und das Stück Dominion of Slave als herausragender Vertreter des frühen Funeral Doom, Beispiel für die psychedelische und kosmische Atmosphäre des Albums und radikalen Gegenentwurf zum seinerzeit populären Stoner Doom.
Aleksey Evdokimov lobte das Album in dem von ihm verfassten Doom Metal Lexicanum II und zog ein honorierendes Fazit.

„Dieses Album ist wie ein Rausch oder Traum gehüllt in einen furchtbaren Alptraum. Und dieser Alptraum wird von vier Säulen getragen: grimmigen Funeral Doom, Death Doom, verträumten und kosmischen Melodien, verwirrenden und ungewöhnlichen Effekte und Samples und letztendlich Greg‘s verzerrtem Gesang.“

Mit Blick auf die Entwicklung der Band wurde The Pernicious Enigma als wesentlicher Entwicklungsschritt wahrgenommen. Das Album sei jene Veröffentlichung, auf der die Band „zum ersten Mal wirklich zu einer vollen und konsequenten Verwirklichung ihres einzigartigen und eklektischen Sounds“ gelangte. Bereits mit der Erstveröffentlichung zeigten sich Kritiker wie Kostas Panagiotou von The Pernicious Enigma begeistert. Das Album sei erwachsener als das Debüt, doch beständig düster und psychedelisch. Allerdings blieben Besprechungen der Veröffentlichung in der Zeit selten. Dennoch gilt The Pernicious Enigma als jene Veröffentlichung, die den Kritiker-Erfolg der Gruppe bedingte. Zu späteren Wiederveröffentlichungen und über die Jahre der Existenz wurde das Album als „Meisterwerk“ oder „Kronjuwel“ der Gruppe und „das beste Album des Genres“ gelobt.